# نوفاند
نوفاند (انگلیسی: Norfund) شرکت سرمایه‌گذاری نروژی است، که در سال ۱۹۹۷ تأسیس شد.